# 佐藤恵 (社会学者)
佐藤 恵（さとう けい、1966年 - ）は、日本の社会学者、法政大学キャリアデザイン学部教授。博士（社会学）(東京大学)。専門は犯罪社会学、福祉社会学、地域社会学、社会調査。研究分野はボランティア・ＮＰＯ、障害者支援、犯罪被害者支援、排除・レイベリング。

## 経歴
東京都生まれ。1991年3月東京大学文学部を卒業し、1993年東京大学大学院修士課程を修了する。2002年東京大学大学院大学院人文社会系研究科博士課程を単位取得退学し、2002年3月22日に博士(社会学)の学位をえる(博人社第349号)。 
日本学術振興会特別研究員の後、2003年4月より桜美林大学国際学部専任講師。2007年4月より桜美林大学リベラルアーツ学群准教授に就任する。2013年より法政大学キャリアデザイン学部准教授。2015年より法政大学キャリアデザイン学部教授。2017年4月より法政大学大学院キャリアデザイン学研究科長(兼任)となる。
2017年度から中央大学で3年次向けに「社会学演習(3)(6)」を非常勤講師として担当している。内容は①ディスカッション・トレーニング、②ゼミ論・卒論に向けた中間発表、③ゼミ論・卒論作成などで、研究計画から先行研究の調査。データの取得と分析を指導している)。
立教大学では社会学特殊研究Ｇ（支援の社会学）を非常勤講師として担当している。支援と「支え合い」をめぐるテキストを講読し、基本的な視点・発想を共有した上で、参加者各自の問題意識に基づく報告を行い、それぞれの研究の到達点と課題をディスカッションするものである。

## 人物
中学時代は「教壇はステージだ！」と教師を目指し、演劇部に入る。高校ではヤンキー生徒に立ち向かうため、柔道部に所属した。予備校で国語の講師を合計16年勤めた。大学のゼミでは「常識を疑え！」をテーマにゼミ活動を進めている。これはものの見方・考え方の幅を広げ、自分にとっての新たな気づき・学びを得ていくことを意味する。ゼミの雰囲気は明るく、和気藹々としており、社会学的視点について基礎から学んだあと、３・４年生合同で３泊４日の合宿を行う)。
社会調査という理論的武器を用いて、「現場から生まれることから学ぶ」ことに意義があると強調する。
所属学会は日本社会学会、関東社会学会、地域社会学会、福祉社会学会、日本犯罪社会学会、日本社会学理論学会である。
著書『自立と支援の社会学』では、「被災地障害者センター」等の支援団体の活動を調査し、『社会的弱者』とされる人々のアイデンティティ・マネジメントの構造を明らかにした。
著書『自立支援の実践知』の第7章「自立支援のリアリティ－被災地障害者センターの実践から」で、レイベリングを受けた「社会的弱者」の抵抗と脱レイベリングのプロセスを分析した。
論文「障害者の自己決定とボランティア/NPOによる支援」は障害者の自己決定をサポートする被災地障害者センターの活動から、「隙間の発見」という技法により、当事者との関係を「切らない」と同時に「抱え込まない」技法は個人の解決能力の限界性を自覚し、多様な支援者間の補完性に基づき、三者関係における支援を実践する技法を論じた。
論文「 障害者自立支援法の下での「支え合い」 」は、NPO法人・拓人こうべの障害者自立支援法の下での「支え合い」に関する調査から、自助的自立の論理と「支え合い」の論理の相克という問題的状況と事業規模拡大による、事業の論理とミッションの論理の相克という問題的状況を介護保険事業・居宅介護事業への移行、小規模作業所のNPO法人への「ぶら下がり」とネットワーク化構想によって対抗する 新たな事業の活動が生まれるプロセスを分析した。